# Sobradinhodam
De Sobradinhodam  is een hydro-elektrische stuwdam in de rivier de São Francisco in de Braziliaanse deelstaat Bahia.

## Beschrijving
De bouw van de dam startte in 1973. Redenen voor de bouw waren de opwekking van elektriciteit, water vast houden ten behoeve van de irrigatie en een verbetering voor de scheepvaart. In 1979 begon de stroomproductie en in 1982 was het werk gereed.
In de dam is een waterkrachtcentrale opgenomen. Hier staan zes Kaplanturbines opgesteld met een totaal vermogen van 1050 megawatt. De eerste turbine begon op 3 november 1979 te draaien en de laatste volgde op 3 maart 1982. 
De eigenaar van de centrale is Companhia Hidrelétrica do São Francisco (Chesf), een dochteronderneming van Eletrobras. 
Voor het scheepvaartverkeer op de rivier is er een schutsluis. De sluiskolk heeft een lengte van 120 meter en een breedte van 17 meter. De schepen overbruggen een verval van 32,5 meter. Hiermee blijft binnenvaart mogelijk tussen de steden Pirapora en Juazeiro - Petrolina.
Over de dam loopt de federale snelweg BR-316.